# Гутах (Шварцвальдбан)
Гутах (нім. Gutach) — громада в Німеччині, знаходиться в землі Баден-Вюртемберг. Підпорядковується адміністративному округу Фрайбург. Входить до складу району Ортенау.
Площа — 31,74 км2. Населення становить 2308 ос. (станом на 31 грудня 2020).